# Uśmiechnięta pani Beudet
Uśmiechnięta pani Beudet (fr. La Souriante Madame Beudet) – francuski impresjonistyczny film niemy zrealizowany w 1922 roku przez Germaine Dulac. Adaptacja sztuki Andre Obey. Uważany jest za pierwszy prawdziwy film feministyczny.

## Opis
Pani Beudet to znudzona żona żyjąca w poczuciu opuszczenia i zaniedbania przez męża. Jej jedyną ucieczką są, przedstawione różnymi technikami filmowymi, wyobrażenia i wspomnienia. W pewnym momencie kobieta postanawia się zemścić i zabić męża.

## Obsada
- Germaine Dermoz jako Madame Beudet
- Alexandre Arquillière jako Monsieur Beudet
- Jean d'Yd jako Monsieur Labas
- Madeleine Guitty jako Madame Labas
- Raoul Paoli jako Le champion de tennis